# Yulin (Shaanxi)
Yulin (en chino, 榆林; pinyin, Yúlín) es una ciudad-prefectura en la provincia de Shaanxi, República Popular China. Limita al norte con Ordos, al sur con Yan'an, al oeste con Yinchuan  y al este con Taiyuan. Su área es de 42 920 km² y su población total para 2020 superó los 3,6 millones de habitantes. 

## Administración
Desde abril de 2017 la ciudad-prefectura de Yulin está conformada de 12 localidades que se administran en 2 distritos urbanos, 1 ciudad suburbana  y 9 condados rurales.
- Distrito Yuyang 榆阳区
- Condado Hengshan 横山区
- Condado Shenmu 神木县
- Condado Fugu 府谷县
- Condado Jingbian 靖边县
- Condado Dingbian 定边县
- Condado Suide 绥德县
- Condado Mizhi 米脂县
- Condado Jia 佳县
- Condado Wubu 吴堡县
- Condado Qingjian 清涧县
- Condado Zizhou 子洲县

## Toponimia
Para defenderse de la invasión del sur del ejército mongol, la dinastía Ming estableció sucesivamente la aldea Yulin y la Guardia Yulin. Debe su nombre a la gran cantidad de olmos de la zona Yu (olmo) y Lin (bosque). El olmo es el árbol de la ciudad de Yulin.

## Geografía
Yulin está en el extremo norte de la provincia, frontera con Mongolia Interior, en el noroeste del Norte de Yulín está el Desierto de Ordos, aunque el paisaje es muy verde debido a los muchos arbustos pequeños que se han plantado para retardar el proceso de desertificación. La ciudad de Yulin es un valle que se extiende de norte a sur.

## Clima
El invierno es frío y seco y el verano es caliente y poco húmedo. La temperatura más baja es de -9C y la más alta de 25C. La primavera es la época de tormentas de arena que viene del noreste. El 73% de la lluvia cae en los meses de junio a septiembre. 
| Parámetros climáticos promedio de Yulin (1971−2000) | Parámetros climáticos promedio de Yulin (1971−2000) | Parámetros climáticos promedio de Yulin (1971−2000) | Parámetros climáticos promedio de Yulin (1971−2000) | Parámetros climáticos promedio de Yulin (1971−2000) | Parámetros climáticos promedio de Yulin (1971−2000) | Parámetros climáticos promedio de Yulin (1971−2000) | Parámetros climáticos promedio de Yulin (1971−2000) | Parámetros climáticos promedio de Yulin (1971−2000) | Parámetros climáticos promedio de Yulin (1971−2000) | Parámetros climáticos promedio de Yulin (1971−2000) | Parámetros climáticos promedio de Yulin (1971−2000) | Parámetros climáticos promedio de Yulin (1971−2000) | Parámetros climáticos promedio de Yulin (1971−2000) |
| Mes                                                 | Ene.                                                | Feb.                                                | Mar.                                                | Abr.                                                | May.                                                | Jun.                                                | Jul.                                                | Ago.                                                | Sep.                                                | Oct.                                                | Nov.                                                | Dic.                                                | Anual                                               |
| --------------------------------------------------- | --------------------------------------------------- | --------------------------------------------------- | --------------------------------------------------- | --------------------------------------------------- | --------------------------------------------------- | --------------------------------------------------- | --------------------------------------------------- | --------------------------------------------------- | --------------------------------------------------- | --------------------------------------------------- | --------------------------------------------------- | --------------------------------------------------- | --------------------------------------------------- |
| Temp. máx. media (°C)                               | −1.2                                                | 2.8                                                 | 9.8                                                 | 18.4                                                | 24.4                                                | 28.3                                                | 29.8                                                | 27.8                                                | 22.9                                                | 16.3                                                | 7.8                                                 | 0.7                                                 | 15.7                                                |
| Temp. mín. media (°C)                               | −15.9                                               | −11.3                                               | −3.6                                                | 3.2                                                 | 9.3                                                 | 14.0                                                | 17.1                                                | 15.9                                                | 9.7                                                 | 2.6                                                 | −5.3                                                | −13.0                                               | 1.9                                                 |
| Precipitación total (mm)                            | 2.3                                                 | 3.8                                                 | 11.9                                                | 18.3                                                | 29.2                                                | 42.8                                                | 87.0                                                | 91.2                                                | 47.4                                                | 22.2                                                | 7.8                                                 | 1.8                                                 | 365.7                                               |
| Días de precipitaciones (≥ 0.1 mm)                  | 2.0                                                 | 2.6                                                 | 3.9                                                 | 4.2                                                 | 5.6                                                 | 8.1                                                 | 9.7                                                 | 10.4                                                | 8.9                                                 | 5.3                                                 | 2.9                                                 | 1.5                                                 | 65.1                                                |
| Horas de sol                                        | 197.8                                               | 187.7                                               | 220.3                                               | 245.0                                               | 282.4                                               | 278.8                                               | 269.5                                               | 252.1                                               | 232.5                                               | 225.7                                               | 198.5                                               | 186.5                                               | 2776.8                                              |
| Humedad relativa (%)                                | 55                                                  | 52                                                  | 49                                                  | 42                                                  | 43                                                  | 51                                                  | 62                                                  | 67                                                  | 67                                                  | 63                                                  | 61                                                  | 58                                                  | 55.8                                                |
| Fuente: China Meteorological Administration         |                                                     |                                                     |                                                     |                                                     |                                                     |                                                     |                                                     |                                                     |                                                     |                                                     |                                                     |                                                     |                                                     |